# Meherrin Indijanci
Meherrin (Maherin) /=People of the Muddy Water/, pleme Iroquoian Indijanaca, srodno Nottawayima, i nastanjeno duž istoimene rijeke na granici Sjeverne Karoline i Virginije. U novije vrijeme (2000) njih oko 50 živi u i kod Wintona u Sjevernoj Karolini.

## Ime
Naziv Meherrin čije je značenje "Muddy Water People," među europskim doseljenicima spelovan je na razne načine: Macherine, Maherin, Maherine, Maherineck, Maherring, Maherrins, Meahearin, Meharins, Meheren, Meherin, Meherron, Menheyricks. 

## Jezik
Jezik meherrin član je irokeške jezične porodice i bio je srodan s tuscarora. Ovaj jezik je nestao a Indijanci se danas služe engleskim jezikom.

## Povijest
Poznata Povijest Meherrina započinje dolaskom Europljana sredinom 17. stoljeća. 29. kolovoza 1650. godine engleski trgovac Edward Bland u društvu s jednim Nottoway i jednim Appomattoc Indijancem dolazi u njihovo selo Cowonchahawkon na sjevernoj obali rijeke Meherrin, dvije milje zapadno od današnjeg grada Emporia u Virginiji. Tamo su se tada nalazila još dva njihova sela, Taurara kod Boykinsa i Unote na rijeci Meherrin između Emporie i Boykinsa. Šume, rijeke i potoci okruga Southampton i Greensville podmirivali su svu materijalnu potrebu Meherrina, a njihov broj u to je doba iznosio oko 600. Ubrzo nakon toga pod pritiskom naseljenika i tradicionalnih neprijatelja Irokeza oni se povlače niz Meherrin na područje današnjeg okruga Hertford u Sjevernoj Karolini, na ušće Meherrina u Chowan. U ovaj kraj dolaze negdje 1706. godine. Njihov broj tada je već uveliko desetkovan: 180 (1699), 150 (1700). Napadi irokeza na sjevernija plemena, vjerojatno Conestoge (1675) potjerat će ih prema zemlji Meherrina koji će ih adoptirati. Godine 1761. Meherrini žive na rijeci Roanoke zajedno s plemenima Tuscarora, Saponi i Machapunga, i eventualno s Tuscarorama 1802 odlaze na sjever. Pedesetak ih je ostalo u starom kraju gdje ih je 1975. država Sjeverna Karolina priznala kao indijansko pleme.

## Kultura
O kulturi Meherrina malo je poznato ali se do danas kod njih očuvala herbalna medicina i poznavanje bilja. Svakog 4 vikenda u desetom mjesecu održavaju plesne svečanosti pow wow.  

## Vanjske poveznice
- History of the Meherrin Indians  Arhivirana inačica izvorne stranice od 21. studenoga 2008. (Wayback Machine)
- Meherrin Indian Tribe History
- Meherrin  Arhivirana inačica izvorne stranice od 10. svibnja 2008. (Wayback Machine)